# Heinrich Eddelbüttel
Heinrich Eddelbüttel (* 12. November 1888 in Hamburg; † 1945) war ein deutscher Biologiedidaktiker und Rassenideologe.

## Leben
Nach einem Studium der Naturwissenschaften und der Promotion 1911 an der Universität Göttingen arbeitete er ein Jahr als Assistent dort, bevor er als Oberlehrer bis 1927 in den Hamburger Schuldienst eintrat. Dann wirkte er als Dozent und seit 1928 als Professor am Pädagogischen Institut für Lehrerbildung bzw. an der Hochschule für Lehrerbildung in Rostock. Nach ihrer Schließung lehrte er weiter an der 1942 neu eröffneten Lehrerbildungsanstalt Güstrow.
Zum 1. Mai 1933 trat er in die NSDAP (Mitgliedsnummer 2.807.178) und im selben Jahr in den NSLB ein und wirkte von Rostock aus reichsweit an Lehrerfortbildungen zur Rassenlehre mit. Im November 1933 unterzeichnete er das Bekenntnis der deutschen Professoren zu Adolf Hitler. Er war Mitverfasser des neuen Biologielehrbuchs im Sinne der nationalsozialistischen Rassenlehre und veröffentlichte in Lehrerzeitschriften. 1945 beendete er sein Leben durch Selbstmord.

## Schriften
- Heinrich Eddelbüttel: Grundlagen einer Pilzflora des östlichen Weserberglandes und ihrer pflanzengeographischen Beziehungen. Berlin: Friedlaender 1911; zugl.: Göttingen, Univ., Diss., 1911. Gleichzeitig erfolgte die Veröffentlichung in Annales Mycologici 9, Heft 5, S. 445–529; die Veröffentlichung ist online als Faksimile abrufbar, deutsch, abgerufen am 20. April 2011.
- Biologielehrbuch mit Walter Burmeister: Der junge Naturfreund. Parey, Berlin 1933.
- Mit Cäsar Schäffer: Erbbiologische Arbeiten. Hilfsmittel für den naturkundlichen Unterricht. Teubner, Leipzig 1934. Das Buch wurde nach Ende des Zweiten Weltkrieges in der Sowjetischen Besatzungszone auf die Liste der auszusondernden Literatur gesetzt.[3]